# سهیل سمی
سهیل سُمّی مترجم اهل ایران است. او در ۱۳۴۹ در تهران متولد شد. تحصیلات متوسطه را در قائم‌شهر گذراند و سپس به ترتیب در دانشگاه علامه طباطبایی و دانشگاه تهران در رشتهٔ زبان و ادبیات انگلیسی به تحصیل پرداخت. سهیل سمی آثار مختلفی را از نویسندگانی چون جان بارت، کازوئو ایشی‌گورو، نیل دونالد وارش، دان ناردو، مارگارت اتوود و جان آپدایک ترجمه کرده‌است. او به گفتهٔ خودش به ترجمهٔ ادبیات آمریکا و کتب حجیم علاقه دارد.

## ترجمه‌ها
- نوسترومو، اثر جوزف کنراد
- تسلی‌ناپذیر اثر کازو ایشی‌گورو
- نکسوس اثر هنری میلر
- در باب طنز اثر سیمون کریچلی
- در باب داستان اثر ریچارد کرنی
- اپرای شناور اثر جان بارت
- اخگر پردیس اثر ماری رنولت
- مراسم تشییع اثر ماری رنولت
- اوریکس و کریک اثر مارگارت اتوود
- سرگذشت ندیمه اثر مارگارت اتوود
- دسامبر رئیس دانشکده اثر سال بلو
- مالوی اثر ساموئل بکت
- مالون می‌میرد اثر ساموئل بکت
- نام‌ناپذیر اثر ساموئل بکت
- چشم گربه اثر مارگارت اتوود
- زیبا و ملعون اثر اسکات فیتزجرالد
- این سوی بهشت اثر اسکات فیتزجرالد
- سنتائور اثر جان آپدایک
- فرار کن، خرگوش اثر جان آپدایک
- مدار رأس السرطان اثر هنری میلر
- غول مدفون اثر کازو ایشی گرو
- هرگز رهایم مکن اثر کازو ایشی گرو
- فروید در مقام فیلسوف (فرا روان شناسی پس از لاکان)، اثر ریچارد بوتبی